# Demonstrace na Alexanderově náměstí

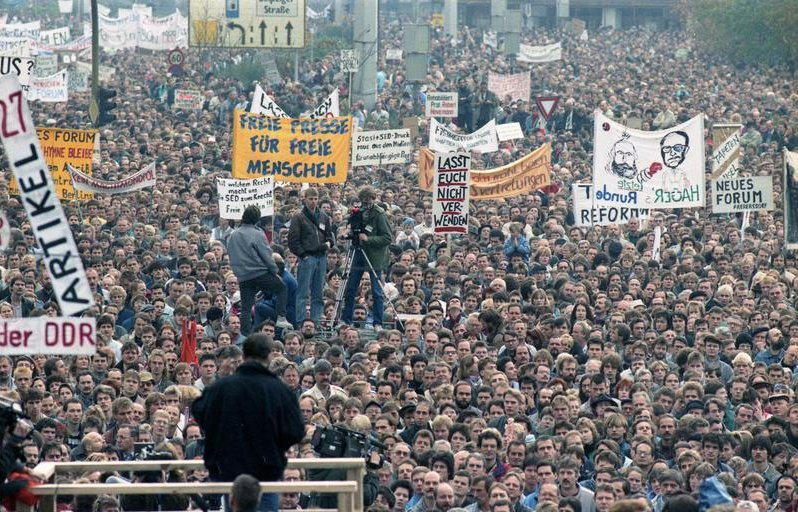
Demonstrace na Alexanderově náměstí

Demonstrace na Alexanderově náměstí (německy: Alexanderplatz-Demonstration) byla demonstrace za politické reformy a proti vládě Německé demokratické republiky na Alexanderově náměstí ve východním Berlíně v sobotu 4. listopadu 1989. Půl milionu až milion účastníků z ní učinilo největší demonstraci v dějinách východního Německa a milník poklidné revoluce, která vedla k pádu Berlínské zdi, pádu komunistického režimu a znovusjednocení Německa. Demonstraci zorganizovali herci a zaměstnanci divadel ve východním Berlíně. Byla to první demonstrace v dějinách východního Německa, kterou organizovaly soukromé osoby a její konání bylo povoleno úřady. Na demonstraci vystoupili umělci, příslušníci opozice, ale i progresivnější představitelé režimu. Z disidentů to byli Marianne Birthlerová a Jens Reich, z představitelů režimu bývalý šéf východoněmecké zahraniční rozvědky Markus Wolf a člen politbyra SED Günter Schabowski. Zajímavostí je, že mezi řečníky byli i dva budoucí předsedové krajně levicové strany Die Linke Gregor Gysi a Lothar Bisky.